# Joe Deakin

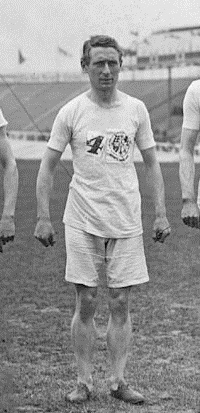
Joe Deakin, 1908

Joe Deakin (eigentlich Joseph Edmund Deakin; * 6. Februar 1879 in Shelton, Stoke-on-Trent; † 30. Juni 1972 in Dulwich, London Borough of Southwark) war ein britischer Mittel- und Langstreckenläufer.
1905 gewann er, für England startend, die Bronzemedaille beim Cross der Nationen.
Bei den Olympischen Spielen 1908 in London wurde er Sechster über 1500 Meter. Im 3-Meilen-Mannschaftslauf erreichte er als Erster das Ziel und holte mit Archie Robertson und William Coales, die auf dem zweiten und dritten Platz folgten, die Goldmedaille für das Team des Vereinigten Königreichs von Großbritannien und Irland. Am Nachmittag desselben Tags war die Vorrunde des 5-Meilen-Laufs angesetzt. Deakin, der ausgiebig gefeiert hatte, ging an den Start, erreichte aber nicht das Ziel.
Joe Deakin startete für die Herne Hill Harriers und wechselte nach den Olympischen Spielen zum Surrey AC. Bis zu seinem 90. Geburtstag nahm er an Wettkämpfen teil.